# Vasaloppet China
Vasaloppet China – długodystansowy bieg narciarski, rozgrywany co roku w pierwszej połowie stycznia, w chińskim mieście Changchun, w prowincji Jilin. Pierwsza edycja biegu miała miejsce 15 marca 2003 roku, udział w biegu wzięło 750 uczestników. Bieg rozgrywany jest na dystansie 50 km techniką klasyczną. Nazwa zawodów pochodzi od szwedzkiego maratonu Vasaloppet (pol. Bieg Wazów), którego organizatorzy pomogli w zorganizowaniu pierwszej edycji tego biegu. Od 2014 roku zawody te należą do cyklu Worldloppet. 
Pierwszą edycję biegu wygrał Szwed Oskar Svärd, a wśród kobiet najlepsza była Marjut Rolig z Finlandii. Najwięcej zwycięstw wśród mężczyzn odniósł Szwed Anders Högberg, który triumfował w latach 2009, 2012, 2013 i 2014. Wśród kobiet najczęściej wygrywała reprezentantka gospodarzy, Li Hongxue, która zwyciężała siedmiokrotnie, w latach 2004, 2005, 2006, 2009, 2011, 2015 i 2021.

## Lista zwycięzców
| Rok  | Mężczyźni        | Kobiety              |
| ---- | ---------------- | -------------------- |
| 2025 | Fabián Štoček    | Malin Börjesjö       |
| 2024 | Fabián Štoček    | Zhao Xinle           |
| 2023 | Wang Qiang       | Chi Chunxue          |
| 2022 | Bao Lin          | Li Lei               |
| 2021 | Zhu Mingliang    | Li Hongxue           |
| 2020 | Vinjar Skogsholm | Marina Czernousowa   |
| 2019 | Wang Qiang       | Maria Gräfnings      |
| 2018 | Jinle Tang       | Marina Czernousowa   |
| 2017 | Andreas Nygaard  | Olga Roczewa         |
| 2016 | Petr Novák       | Ma Qinghua           |
| 2015 | Bob Impola       | Li Hongxue           |
| 2014 | Anders Högberg   | Ma Qinghua           |
| 2013 | Anders Högberg   | Song Xinxue          |
| 2012 | Anders Högberg   | Élodie Bourgeois-Pin |
| 2011 | Xu Wenlong       | Li Hongxue           |
| 2010 | Xia Wan          | Sun Bo               |
| 2009 | Anders Högberg   | Li Hongxue           |
| 2008 | Fredrik Persson  | Peng Yonghong        |
| 2007 | Fredrik Persson  | Peng Yonghong        |
| 2006 | Stanislav Řezáč  | Li Hongxue           |
| 2005 | Stanislav Řezáč  | Li Hongxue           |
| 2004 | Jørgen Aukland   | Li Hongxue           |
| 2003 | Oskar Svärd      | Marjut Rolig         |